# Подкумок
Подку́мок — река в Карачаево-Черкесии и Ставропольском крае России, крупнейший правый приток Кумы. Длина — 160 км. Площадь бассейна — 2220 км². Средний расход воды у Георгиевска (5—7 м³/с).

## Течение
Берёт начало с горы Гум-Баши в Карачаево-Черкесии. Впадает в Куму в селе Краснокумском Георгиевского района Ставропольского края.
Характер течения реки горный, так как она пересекает горный район Пятигорья. Ледостава не образуется. Сток не зарегулирован. Половодье — апрель—июнь, межень — август—ноябрь. Иногда бывают сильные наводнения, как в 1977 году и июне 2002 года.

## Притоки
- 66 км: река Юца
- 87 км: канал им. Октябрьской революции
- 88 км: река Бугунта
- 93 км: река Большой Ессентучек
- 108 км: река Аликоновка
- 108 км: река Берёзовая
- 123 км: река Эшкакон
- 145 км: река Карсунка

## Населённые пункты

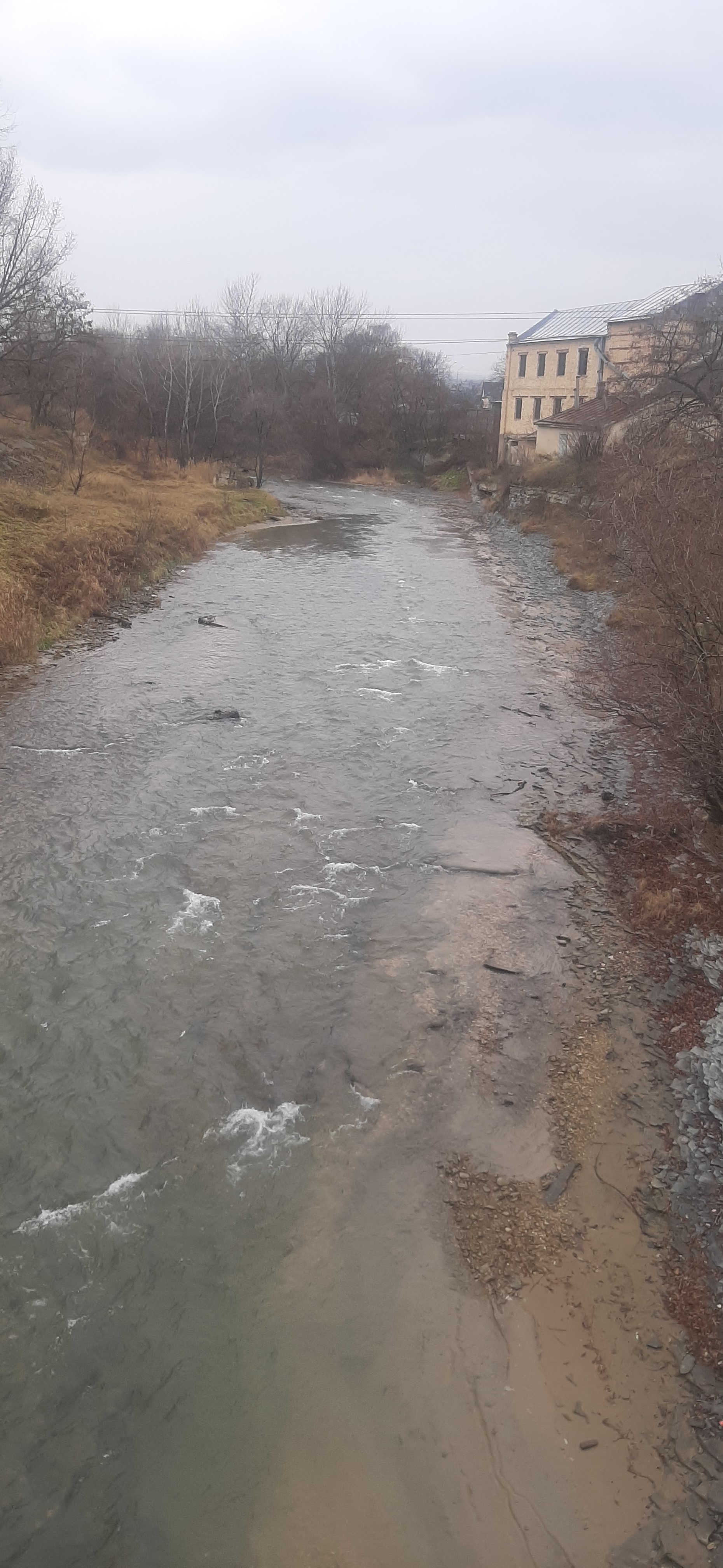
Подкумок в Ессентукской

На Подкумке расположено несколько крупных населённых пунктов — города Кисловодск, Ессентуки, Пятигорск и Георгиевск, посёлки городского типа Горячеводский и Свободы, станицы Ессентукская, Константиновская, Лысогорская, Незлобная, села Учкекен, Терезе и Краснокумское, посёлок Подкумок. В результате более 70 км Подкумок протекает в пределах населённых пунктов региона Кавказские Минеральные Воды, общей численностью около миллиона человек, что сильно сказывается на загрязнении реки. Подрусловые воды Подкумка используются для питьевых и бытовых нужд в части поселений.

## Исторические сведения
Черепная крышка, найденная в 1918 году недалеко от реки Подкумок в Пятигорске, отнесена М. А. Гремяцким к морфологическому типу современного человека с некоторым комплексом неандертальских особенностей.
В 1780 году при слиянии рек Золотух (Золотушка) и Подкумка на так называемой «Сухой черте» Кавказской линии была основана Константиногорская крепость — будущий город Пятигорск.
У посёлка Белый Уголь (в настоящее время микрорайон города Ессентуки) в 1903 году на Подкумке была построена первая на территории России гидроэлектростанция (ГЭС) «Белый Уголь», в настоящее время законсервирована.